# Abadín (kommunhuvudort)
Abadín är en kommunhuvudort i Spanien.   Den ligger i provinsen Provincia de Lugo och regionen Galicien, i den nordvästra delen av landet, 400 km nordväst om huvudstaden Madrid. Abadín ligger 474 meter över havet och antalet invånare är 3 193.
Terrängen runt Abadín är huvudsakligen kuperad, men åt sydväst är den platt. Runt Abadín är det glesbefolkat, med 17 invånare per kvadratkilometer. Närmaste större samhälle är Vilalba, 17,7 km väster om Abadín. Omgivningarna runt Abadín är en mosaik av jordbruksmark och naturlig växtlighet.